# 24 Deep
24 Deep è un EP del rapper statunitense Brotha Lynch Hung, pubblicato nel 1993. Venne pubblicato sia su CD che su musicassetta.

## Tracce
1. Thought They Knew (Intro) – 1:54
2. 24 Deep – 4:13
3. Had 2 Gat Ya – 4:27
4. The Next Hoe (Insert) – 0:22
5. Lose a Hoe, Gain a Hoe – 6:55
6. Back Fade – 5:13
7. Jackin' 4 Joints (feat. Shawna Coyle) – 1:55
8. Walkin' 2 My Funeral (feat. T.M. Shades & Mia Bruce) – 3:59
9. Fundamentals of Ripgut Cannibalism (Outro) – 2:05